# Mjorski Rajon
Mjorski Rajon (vitryska: Мёрскі Раён, ryska: Миорский район) är ett distrikt i Belarus.   Det ligger i voblasten Vitsebsks voblast, i den norra delen av landet, 190 km norr om huvudstaden Minsk.